# Melanochaeta beijingensis
Melanochaeta beijingensis är en tvåvingeart som beskrevs av Yang 1990. Melanochaeta beijingensis ingår i släktet Melanochaeta och familjen fritflugor. Inga underarter finns listade i Catalogue of Life.